# Calamanthus
Calamanthus és un gènere d'ocells de la família dels acantízids (Acanthizidae).

## Taxonomia
Segons la Classificació del Congrés Ornitològic Internacional (versió 13.2, 2023) aquest gènere està format per tres espècies:
- Calamanthus fuliginosus - espineta estriada.
- Calamanthus montanellus - espineta occidental.
- Calamanthus campestris - espineta campestre.